# Adrián Beltré
Adrián Beltré Pérez (Santo Domingo, República dominicana; 7 de abril de 1979) es un ex tercera base dominicano que jugó en las Grandes Ligas de Béisbol para los Rangers de Texas (2009-2018), Dodgers de Los Ángeles (1998-2004), los Marineros de Seattle (2005-2009), los Medias Rojas de Boston (2010) y los Texas Rangers desde 2011 hasta su retiro en 2018.

## Carrera

### Los Angeles Dodgers
Beltré asistió al Liceo Máximo Gómez, donde se convirtió en uno de los mejores jugadores de la escuela. En 1994, mientras trabajaba en el Campo Las Palmas, en las instalaciones de Los Angeles Dodgers, fue descubierto por los scouts Ralph Ávila y Pablo Peguero. Aunque sólo tenía 15 años y pesaba 130 libras, tenía un swing muy rápido y potente. Ante la insistencia de Ávila y Peguero, los Dodgers firmaron a de Beltré en julio. Recibió un bono de $23,000 dólares. Cuando se reveló que Beltré había firmado su primer contrato a la edad de 15 años diciendo tener 16, el comisionado Bud Selig suspendió las operaciones de cazatalentos de los Dodgers en la República Dominicana por un año, ya que la regla del MLB sostenía que ningún menor de 16 podía ser contratado por una franquicia de la liga.
Después de ser llamado a las Grandes Ligas desde el equipo Doble-A afiliado a los Dodgers, San Antonio Missions, Beltré hizo su debut en Grandes Ligas el 24 de junio, como titular en la tercera base en el primer juego de una serie de interligas contra los Angelinos de Anaheim. Durante su primer turno al bate, Beltré bateó un doble remolcador con dos outs doble contra el lanzador Chuck Finley mandando la bola al jardín izquierdo y permitiéndole anotar a Paul Konerko desde la segunda base para empatar el partido. Conectó su primer jonrón seis días más tarde contra el abridor de los Rangers de Texas Rick Helling. Al final de la temporada de 1998, Beltré terminó con 13 errores en la tercera base mientras bateaba .215 con siete cuadrangulares.
Los Dodgers vieron Beltré convertirse en una joven estrella durante su tiempo con el equipo, al tiempo que bateaba .265 y 18 jonrones por año (en promedio). Desde 1999 hasta 2003, Beltré también fue titular en 710 partidos en la tercera base (de un total de 810 partidos jugados) con un promedio de porcentaje de fildeo de .948.

### Seattle Mariners

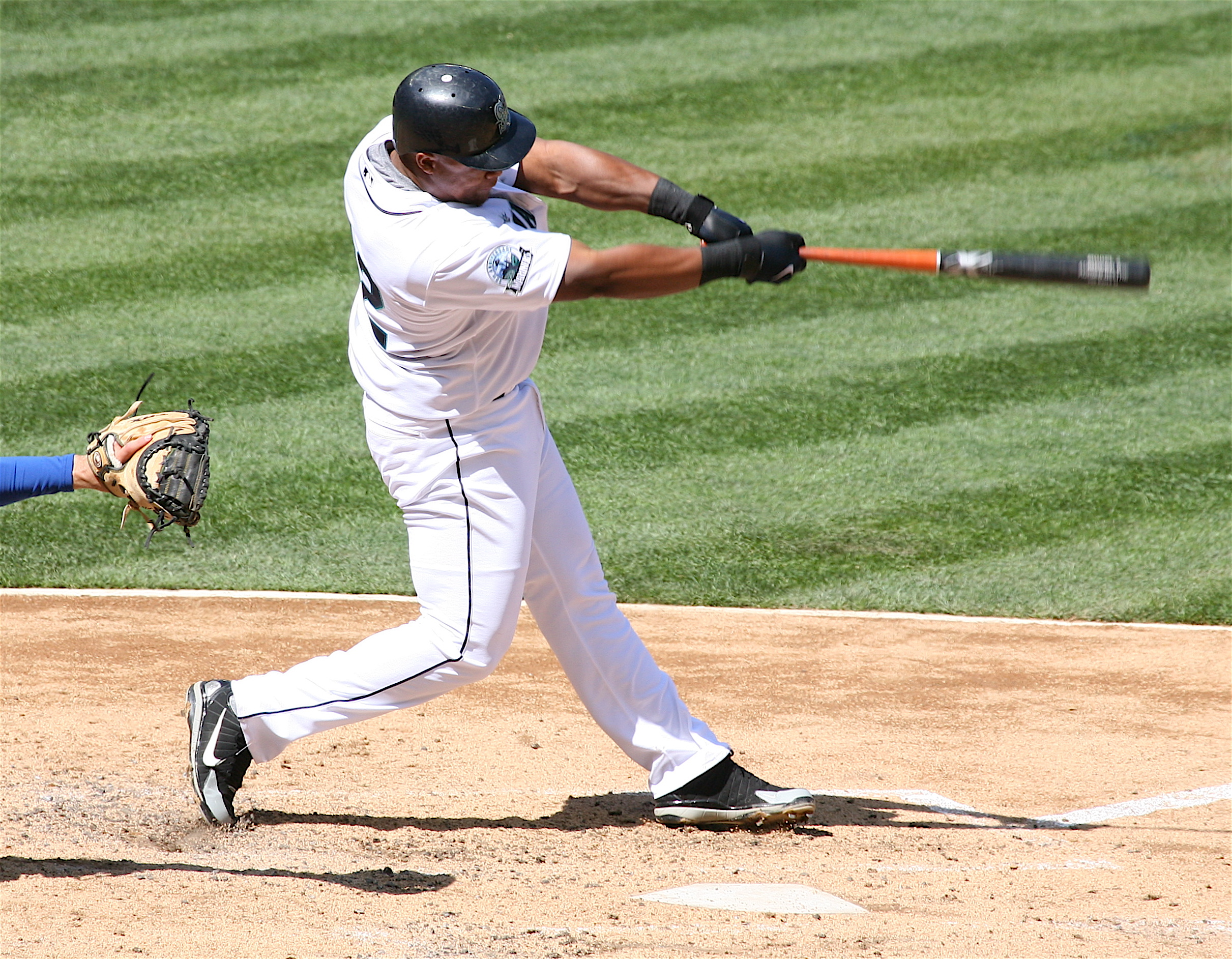
Beltré haciendo swing con los Marineros

Beltré fue firmado por los Marineros de Seattle como agente libre antes de la temporada 2005 para un período de cinco años, $64 millones de dólares. En su primera temporada con los Marineros, bateó apenas .255 con 19 jonrones y 87 carreras impulsadas. El mánager Mike Hargrove no perdió las esperanzas en Beltré, diciendo: "Creo que es una temporada que, personalmente, lo está decepcionando. Creo que fue un año que él va a mejorar en el tiempo que esté aquí y ya está en la Liga Americana."
2006 fue, de hecho, una decepción para Beltré y llevó a algunos a sospechar que él había usado esteroides en su año de contrato en 2004, o por lo menos había incrementado su producción en su afan de ser considerado para un contrato más lucrativo. Beltré, en una entrevista para el diario Seattle Times, negó que su mala actuación en el 2006 tenga nada que ver con los esteroides. Después de batear .167 el 10 de abril, Ted Miller del periódico Seattle Post-Intelligencer sugirió que Beltré pudiera llegar a ser uno de los mayores fracasos de los Marineros. El 5 de junio de 2006, el promedio de bateo de Beltré fue mejorando poco a poco, a partir de .109 el 16 de abril de 0236 en ese momento. Después de batear su primer jonrón en abril, y su segundo más tarde ese mismo mes, Beltré mejoró su bateo, conectando cada vez más hits en los partidos subsiguientes, sobre todo dobles. También bateó dos jonrones en los primeros cinco días de junio, una buena señal para Beltré y los Marineros.
El 23 de julio de 2006, contra los Medias Rojas de Boston, Beltré conectó un jonrón de pierna, la primera vez en la historia del Safeco Field.

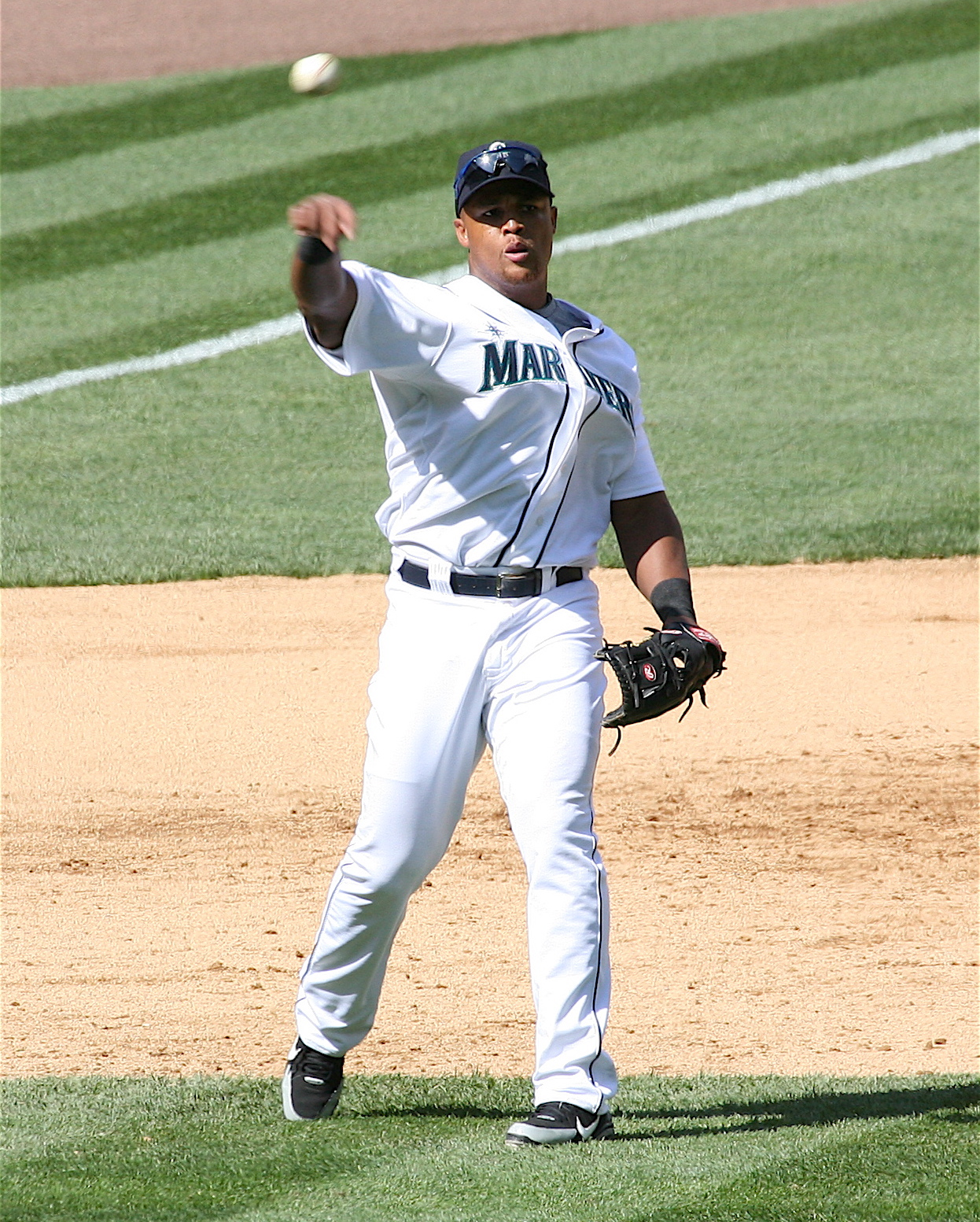
Beltré con los Marineros de Seattle en 2007

Aunque no fue una gran temporada para Beltré, era su mejor como miembro de los Marineros. Bateó para .276, con 26 jonrones, e impulsó 99 carreras. También tuvo un highlight de 41 dobles. Además fue honrado con un Fielding Bible Award por haber estado en top de los mejores terceras base defensivo de la MLB durante el año.
La temporada 2007 no fue una de las mejores en defensa para Beltré estadísticamente. En 2007, empató con Brandon Inge en el liderato de la Liga Americana en errores por un tercera base, con 18, pero Beltré quedó en segundo lugar en la liga en asistencias, en total chances, y en range factor. También tuvo el menor porcentaje de fildeo de todos los antesalistas en la liga, .958. Beltré fue galardonado con el premio Guante de Oro.
El 1 de septiembre de 2008, Beltré bateó para el ciclo, convirtiéndose en el cuarto miembro de los Marineros de Seattle en hacerlo. El campocorto de los Diamondbacks de Arizona, Stephen Drew bateó para el ciclo ese mismo día, la primera vez que dos jugadores lo hacían desde 1920. Beltré ganó su segundo Fielding Bible Award por su defensa de ese año.
La decisión de Beltré de no llevar suspensorio a pesar de jugar la tercera base ha sido bien documentado. Esto le costó el 13 de agosto de 2009, cuando una bola le golpeó en la ingle.
Aunque permaneció el resto de los 14 innings, fue puesto en la lista de lesionados tras sufrir hemorragia en uno de sus testículos.

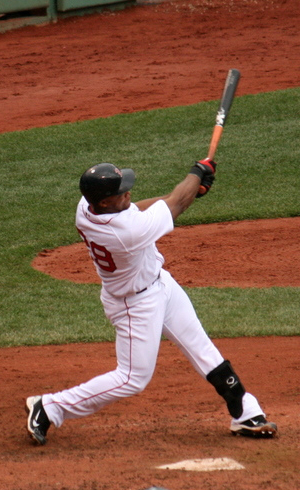
Beltré bateando para los Meidas Rojas en 2010.

Beltré se declaró agente libre el 5 de noviembre de 2009.

### Boston Red Sox
El 7 de enero de 2010, Beltré firmó un contrato por un año y $9 millones de dólares con los Medias Rojas de Boston, el cual tenía una opción de jugador de $5 millones para el 2011 con una compra de $1 millón.
Beltré lideró a los Medias Rojas en promedio de bateo (.321) en 2010 y empató con David Ortiz en el liderato del equipo en carreras impulsadas (102). Terminó el año con 189 hits en 589 turnos al bate. Tuvo 28 jonrones y anotó 84 carreras. Lideró las mayores en dobles, con 49 (también un récord personal). También terminó cuarto en la Liga Americana en promedio de bateo, y fue quinto en la Liga Americana en bases totales (326) y slugging (.553). También tuvo dos bases robadas en el año, y terminó noveno en la votación para MVP. En dos ocasiones esta temporada, ambas contra los Rays de Tampa Bay, Beltré se cayó sobre una rodilla mientras se balanceaba, pero todavía fue capaz de batear mandar la pelota por encima de la pared del outfield para un cuadrangular.

### Texas Rangers
El 5 de enero de 2011, Beltré firmó oficialmente un contrato de seis años y 96 millones dólares con los Rangers de Texas. El 4 de septiembre, Beltré bateó una línea al jardín derecho contra los Medias Rojas de Boston para acumular el hit número 2,000 de su carrera. El 11 de septiembre de 2011, Beltré bateó dos jonrones, incluyendo el 300 de su carrera, ante los Atléticos de Oakland.
En 2011, Beltré bateó para .296 con 32 jonrones (5º en la Liga Americana). Fue tercero en la Liga Americana en porcentaje de slugging (.561), sexto en carreras impulsadas (105), y noveno en OPS (.892 ). A través del año 2011, lideró a todos los antesalistas activos en sacar outs (1660) y en errores (235). Ganó su tercer Fielding Bible Award por su sobresaliente defensa.
El 4 de octubre de 2011, en un partido de playoffs en la Serie Divisional contra los Rays de Tampa Bay, Beltré se convirtió en el sexto jugador--primero en una Serie Divisional-- en conectar tres jonrones en un partido de playoffs de Grandes Ligas. Agregó un cuarto jonrón de postemporada el 24 de octubre, cuando se cayó de rodilla persiguiendo una curva.
El 1 de noviembre de 2011, Beltré fue honrado con el premio Guante de Oro para la temporada 2011. El 2 de noviembre de 2011 fue galardonado con el premio Bate de Plata.
En la temporada del año 2012, Beltré ganó nuevamente el Guante de Oro e hizo el equipo para el Juego de Estrellas, siendo esta una de sus mejores temporadas en las Grandes Ligas. En 156 partidos, conectó 194 hits, 33 dobles, 36 cuadrangulares, remolcó 92 carreras y tuvo un promedio de bateo de .321.
En la temporada del año 2013,  En 161 partidos, conectó 199 hits, 32 dobles, 30 cuadrangulares, remolcó 102 carreras y tuvo un promedio de bateo de .315.
En la temporada del año 2014, Beltré ganó un Silver Slugger Award e e hizo el equipo para el Juego de Estrellas. En 148 partidos, conectó 178 hits, 33 dobles, 19 cuadrangulares, remolcó 77 carreras y tuvo un promedio de bateo de .324.
En la temporada del año 2015, Beltré , en 143 partidos, conectó 164 hits, 32 dobles, 18 cuadrangulares, remolcó 83 carreras y tuvo un promedio de bateo de .287.
En la temporada del año 2016, Beltré ganó premio Guante de Oro. En 148 partidos, conectó 175 hits, 32 dobles, 32 cuadrangulares, remolcó 104  carreras y tuvo un promedio de bateo de .300.
En la temporada del año 2017, en 94 partidos, conectó 106 hits, 22 dobles, 17 cuadrangulares, remolcó 71  carreras y tuvo un promedio de bateo de .312.
En la temporada del año 2018, en 119 partidos, conectó 118 hits, 23 dobles, 15 cuadrangulares, remolcó 65  carreras y tuvo un promedio de bateo de .273.
El 20 de noviembre de 2018, Beltré anunció su retiro. Beltré se retiró con la mayor cantidad de hits de cualquier jugador que jugó principalmente en la tercera base con 3,166.
El 25 de enero de 2019, los Texas Rangers anunciaron que retiraron el número 29 de Adrián Beltré durante una ceremonia en junio de 2019. 